# Mauro Raphael
Mauro Raphael, detto Maurinho (Araraquara, 6 giugno 1933 – San Paolo, 28 giugno 1995), è stato un calciatore brasiliano, di ruolo attaccante.

## Biografia
Sposatosi nel 1952, ebbe tre figli; aveva inoltre un parente che, come lui, giocò a calcio — sebbene a livelli inferiori — e un altro giornalista. In seguito al termine dell'attività calcistica, lavorò in banca prima di andare in pensione.

## Caratteristiche tecniche
Giocava come centrocampista, ricoprendo il ruolo di ala, nel quale era suo agio, anche per merito della propria velocità. Grazie alla sua versatilità — era ambidestro e pertanto poteva giocare su entrambe le fasce — durante la sua permanenza al San Paolo non ebbe difficoltà a lasciare la posizione di ala sinistra a Canhoteiro per trasferirsi sul lato di campo opposto.

## Carriera

### Club
Cresciuto nel Paulista, si mise in evidenza già in giovane età, durante un'amichevole con il Palmeiras; lasciato il club e trasferitosi al Guarani di Campinas, vi disputò per la prima volta il campionato Paulista, attirando l'interesse del San Paolo. Con la maglia della società della capitale statale visse il miglior periodo della sua carriera: segnò molte reti, vinse per due volte il campionato e si confermò come uno dei migliori marcatori della squadra. Si rese, inoltre, protagonista di un fatto curioso: durante la finale del campionato statale 1957 contro il Corinthians provocò il portiere Gilmar, chiedendogli di scegliere l'angolo della porta in cui avrebbe tirato, suscitandone l'irritazione. Una volta lasciato il San Paolo si trasferì al Fluminense, club carioca, con cui vinse un campionato statale, e in Argentina, al Boca Juniors, per poi chiudere la carriera nuovamente al Fluminense.

### Nazionale
La sua carriera in Nazionale non durò molto — anche a causa della concorrenza: Garrincha, Cláudio e Julinho infatti ricoprivano il suo stesso ruolo — ed ebbe inizio con il campionato del mondo 1954, nel corso del quale Zezé Moreira lo fece debuttare nel quarto di finale contro l'Ungheria, futura finalista del torneo, che si impose per 4-2. In seguito, partecipò al Campeonato Sudamericano de Football 1956, e si aggiudicò diversi trofei secondari, come Copa Roca, Coppa Bernardo O'Higgins e Copa Oswaldo Cruz.

## Palmarès

### Club

#### Competizioni nazionali
- Campionato paulista: 2

San Paolo: 1953, 1957
- Campionato Carioca: 1

Fluminense: 1959
- Torneo Rio-San Paolo: 1

Fluminense: 1960
- Campionato argentino: 1

Boca Juniors: 1962

### Nazionale
- Trofeo O'Higgins: 1

1955
- Coppa Oswaldo Cruz: 1

1955
- Copa Roca: 1

1957